# Mosjøen
Mosjøen är en tätort och stad som utgör centralort i Vefsns kommun i Nordland fylke i norra Norge. 

## Historia
De första industrierna kom hit i mitten av 1800-talet. Mosjøen blev stad den 1 januari 1876 och utskiljdes då från Vefsns kommun som en egen stadskommun, Mosjøens kommun, som omfattande 0,85 km², senare utökat till 2,5 km². Återförening med Vefsns kommun skedde 1962.
Kompositören David Monrad Johansen föddes i Mosjøen.